# Atenolfo I di Capua
Atenolfo I detto il Grande (in latino magnus) (Benevento, 865 – Capua, 10 aprile 910) fu principe di Capua dal 7 gennaio 887 (conte fino al 900) e principe di Benevento dall'899, quando conquistò quest'ultimo principato.
Usò la titolatura di princeps gentis Langobardorum, "principe dei Longobardi": un'eco del titolo usato dai primi principi di Benevento a seguito del collasso del dominio longobardo nel 774 a causa dei Franchi.

## Biografia
Grazie alla sua influenza e alle sue conquiste, Atenolfo succedette al padre Landenolfo, gastaldo di Teano, a sua volta figlio di Landolfo I di Capua, al fine di rivendicare le pretese della sua famiglia longobarda allo status principesco su Benevento e Salerno. Dall'879, Capua era stata contesa fra numerosi pretendenti ma, dall'887, Atenolfo vanificò le intenzioni dei suoi fratelli e dei suoi cugini e divenne il solo conte grazie all'aiuto prestatogli dall'ipato Atanasio II di Napoli. L'anno seguente (888), entrò in guerra però proprio contro Attanasio a causa della "Liburia." Combatterono una battaglia non decisiva a S. Carzio, nei pressi del fiume Clanio.
Atenolfo rivolse allora la sua attenzione a Benevento, che recentemente era stata sotto il dominio bizantino e quindi sotto il controllo del longobardo Ducato di Spoleto. La conquistò strappandola al già deposto Principe Radelchi II nell'899 e fu pertanto acclamato Principe in Santa Sofia di Benevento nel gennaio del 900. Dovette quindi affrontare al già reggente di Benevento, il Vescovo Pietro, che egli esiliò a Salerno. Avendo riunito la maggioranza dei Longobardi del Mezzogiorno, egli diresse allora i suoi attacchi contro i musulmani del Traetto, sul fiume Garigliano.
Atenolfo si alleò allora con Amalfi e Gregorio IV di Napoli e attaccò senza risultati di rilievo i musulmani del Traetto nel 903. Si riconobbe vassallo dei Bizantini al fine di ottenere da loro aiuti militari, ma le sue speranze andarono deluse. Trascorse il resto della propria vita nei preparativi tesi a condurre un secondo e più pesante attacco contro il Traetto ma morì prima di poterlo realizzare, anche se il suo impegno contribuì notevolmente alla successiva vittoria cristiana nella Battaglia del Garigliano del 915. Per i suoi successi contro i musulmani, gli fu dedicato un poema da Eugenio Vulgario (Ad Atenolfum principem Beneventane urbis ).
Ad Atenolfo succedette il figlio Landolfo I, che egli si era associato al Principato già nel 901. Atenolfo dichiarò i due Principati di Capua e Benevento inseparabili e istituì il principio del co-governo tra figli e fratelli. Il sistema funzionò bene, fino alla divisione del Principato nel 981.